# Buk lesní, na Křtítě
Buk lesní, na Křtítě byl památný strom v obci Javoří u Hartmanic v okrese Klatovy. Buk lesní (Fagus sylvatica L.) byl vysoký 22 m s obvodem kmene 350 cm (měřeno 1992). Stáří stromu bylo stanoveno na 90 let, zdravotní stav byl výborný. Strom byl chráněn od 26. května 1992. Při vichřici 4. září 1997 byl strom silně poškozen, byla odlomena větší část koruny, 2 ze tří hlavních větví. Šetřením bylo zjištěno, že kmen byl napaden dřevokaznou houbou, což způsobilo sníženou pevnost dřeva. Zachování torza stromu by bylo bezpředmětné, proto bylo 4. listopadu 1997 rozhodnuto o zrušení jeho ochrany.